# Gruppe von Akropolis 96

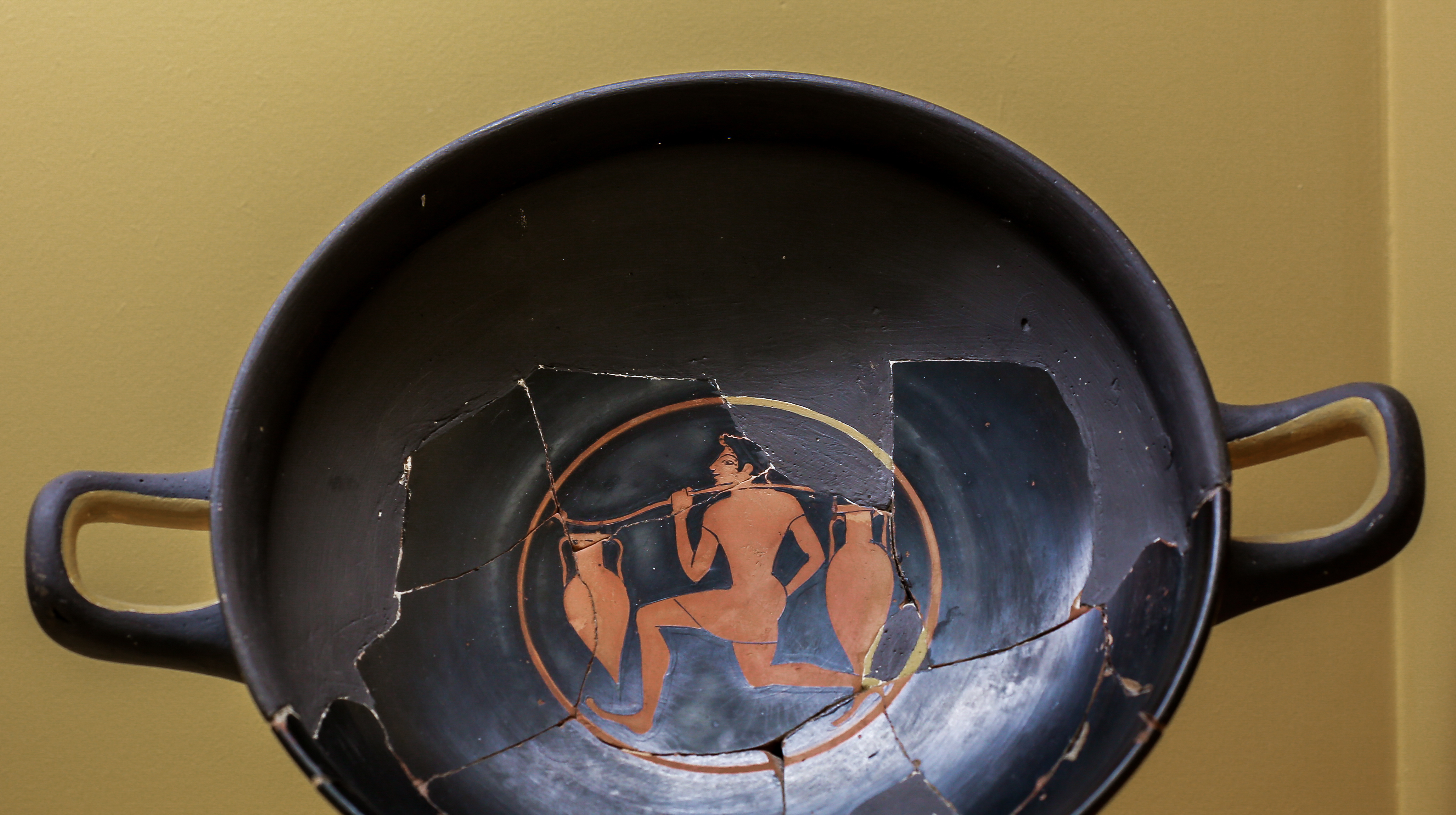
Agora P 1275 – die ehemalige, vermeintliche Namenvase des Malers von Agora P 1275, heute im Agora-Museum: jugendlicher Amphorenträger

Als Gruppe von Akropolis 96 wird eine Gruppe antiker griechischer Vasenmaler, die gegen Ende des 6. Jahrhunderts v. Chr. in Athen tätig waren, bezeichnet.

## Beschreibung
Die Gruppe von Akropolis 96 war etwa zur selben Zeit wie die sogenannte „Pioniergruppe“ des rotfigurigen Stils aktiv. Die Vertreter der Gruppe gehörte zu den frühen rotfigurigen Schalenmalern. Wie auch andere Schalenmaler dieser Zeit testeten die Maler der Gruppe die Möglichkeiten der neuen Technik aufgrund der vergleichsweise kleineren Arbeitsfläche – des Inneren sowie der beiden Außenseiten der Schalen – noch nicht in derselben Tiefe aus, wie es die Vertreter der Pioniergruppe auf größeren Vasen schon taten, dennoch trugen auch die Schalenmaler ihren Teil zum Erfolg des neuen Stils bei.
John D. Beazley hat den Stil der Gruppe von Akropolis 96 innerhalb des zehntausende Teile umfassenden Bestandes bekannter attisch-rotfiguriger Vasen und Fragmente erkannt und ihre Werke grundlegend zusammengestellt. Zunächst fasste er drei Schalen unter dem Namen Maler von Akropolis 96 zusammen und führte vier weitere unter dem Namen Maler von Agora P 1275. Eugene Vanderpool, der langjährige Ausgräber auf der Agora von Athen, konnte durch seine Forschungen nachweisen, dass die Namenvase des Malers von Agora P 1275 in Form und Stil nicht dazu gehört, woraufhin sich Beazley dieser Meinung anschloss und sie nun gemeinsam mit zwei weiteren Schalen als Gruppe von Akropolis 96 führte. Zwei weitere Schalen setzte er in den Umkreis der Gruppe (compare), eine dritte, die vormalige Namenvase des Malers von Agora P 1275, führt er als verbunden (related), eine vierte Schwarzfirnis-Schale beschrieb Vanderpool als vier anderen auf der Agora gefundenen Schalen in Form, Größe und Material so ähnlich, dass auch diese, obwohl nicht figürlich verziert, dazu gerechnet werden müsste. In den Nachträgen (Paralipomena) kam noch eine weitere Schale aus der Privatsammlung von Herbert A. Cahn dazu. Somit umfasst die Gruppe und ihr Umkreis heute 13 Schalen und Schalenfragmente. Bei allen wurde einzig das Innere der Schale verziert, die Außenseiten der Schalen blieben schwarz überzogen.
Beazley war sich nicht sicher, ob es sich hier um eine Gruppe handelte oder ob die Werke nicht doch nur einem einzelnen Vasenmaler zuzuschreiben wären. Die Vasen der Gruppe gehören in den Umkreis des Euergides-Malers.

## Werkliste
Die ersten neun Schalen sind der Gruppe direkt zugeordnet, zehn und elf sind stilistisch vergleichbare Werke, 12 und 13 sind stilistisch mit der Gruppe verbunden:
1. Akropolismuseum, Athen, Inventarnummer 2.96; gefunden in Athen; Motiv Innen: Komast[1]
2. Agora-Museum, Athen, Inventarnummer P 1272 (unvollständig); gefunden auf der Athener Agora; Motiv Innen: nackter junger Weitspringer[2]
3. Agora-Museum, Athen, Inventarnummer P 1274 (unvollständig); gefunden auf der Athener Agora; Motiv Innen: gelagerter Jüngling beim Symposion[3]
4. Agora-Museum, Athen, Inventarnummer P 1273; gefunden auf der Athener Agora; Motiv Innen: gelagerter Jüngling beim Symposion[4]
5. Museo Archeologico Nazionale di Adria, Adria, Inventarnummer s.n. 1 (fragmentiert); gefunden in Adria; Motiv: nackter Jüngling hebt ein großes Gefäß an[5]
6. Antikensammlung des Archäologischen Instituts der Universität, Tübingen, Inventarnummer E 34; Motiv Innen: Komast (schon von Carl Watzinger dem den Umkreis des Euergides-Malers zugeschrieben)[6]
7. Museo Archeologico di Gela, Gela, Inventarnummer 8719; Motiv Innen: jugendlicher Fischer[7]
8. Ashmolean Museum, Oxford, Inventarnummer 1947.260; Motiv Innen: Komast (in der ersten Auflage der Attic Red-Figure Vase-Painters noch als in der Art des Euergides-Malers geführt, was Beazley in der Sache beibehält, die Schale aber dennoch hier einordnet)[8]
9. Sammlung Herbert A. Cahn, Basel, Inventarnummer H 162; Motiv: nackter rennender Jüngling in Ausrüstung, mit Helm, Schild und Pferd[9]
10. Agora-Museum, Athen, Inventarnummer P 1264 (fragmentiert); gefunden auf der Athener Agora; Motiv Innen: Jüngling[10]
11. Museo archeologico nazionale di Firenze, Florenz, Inventarnummer DB8 (= 4B40 = 3B13) (fragmentiert); Motiv Innen: gelagerter Jüngling beim Symposion (ein Fragment gehörte früher dem Museo Nazionale Etrusco di Villa Giulia)[11]
12. Agora-Museum, Athen, Inventarnummer P 1275 (unvollständig); gefunden auf der Athener Agora; Motiv Innen: nackter Jüngling trägt Spitzamphoren an einer Stange über der Schulter[12]
13. Agora-Museum, Athen, Inventarnummer P 1267; unverziert (Schwarzfirnis)[13]